# Ayman El Hassouni
Ayman El Hassouni (en arabe : أيمن الحسوني), né le 22 février 1995 à Casablanca (Maroc) est un footballeur marocain évoluant au poste de milieu de terrain à Asswehly SC.

## Biographie
Fils d'Aziz El Hassouni, ancien joueur du Wydad AC, il a un frère (Hossam) et deux sœurs (Maha et Hanaa).

### En club
Ayman El Hassouni intègre très jeune la formation du Wydad Athletic Club.
Le 25 janvier 2015, il entre en jeu à la 68e minute lors d'un match de championnat face au Kénitra AC sous John Toshack (victoire, 0-1). Le 17 février 2016, il reçoit sa première titularisation face au FAR de Rabat (victoire, 0-2).
Le 22 septembre 2017, il est prêté pour la durée de six mois à l'OC Khouribga. Le 11 octobre 2017, il dispute son premier match avec le club à l'occasion d'un match face aux FAR de Rabat (défaite, 2-0). Le 5 novembre 2017, il marque son premier but sous les couleurs de Khouribga en Botola Pro face au FUS de Rabat (victoire, 2-1).
En février 2018, il remporte avec le Wydad Casablanca la Supercoupe d'Afrique, en battant le club du Tout Puissant Mazembe. Le 7 septembre 2018, il marque son premier but professionnel à l'occasion d'un match face à l'Olympique Club de Safi (défaite, 2-1).
Il participe à la Ligue des champions d'Afrique avec le club du Wydad. En 2019, il atteint la finale de cette compétition, en s'inclinant face à l'Espérance sportive de Tunis.
Le 30 mai 2022, il est titularisé contre Al-Ahly SC en finale de la Ligue des champions de la CAF et remporte la compétition grâce à une victoire de 2-0 au Stade Mohammed-V,,,. Le 17 juillet 2022, il est considéré comme le troisième joueur le plus cher de la Botola Pro. Le 10 septembre 2022, il est titularisé sous son nouvel entraîneur Houcine Ammouta à l'occasion de la finale de la Supercoupe de la CAF face à la RS Berkane. Le match se solde sur une défaite de 0-2 au Stade Mohammed-V.
En pleine phase de changement d'entraîneur avec la venue de Sven Vandenbroeck, il parvient à se qualifier en finale de la Ligue des champions le 20 mai 2023 après un match nul retour de 2-2 en entrant en jeu dans les minutes additionnelles à la place de Abdellah Haimoud face au Mamelodi Sundowns FC au Loftus Versfeld Stadium en Afrique du Sud. 

### En sélection
En 2015, il participe au Tournoi de Toulon avec la sélection marocaine. Il se met alors en évidence en délivrant une passe décisive contre l'Angleterre.
Le 22 novembre 2021, il figure parmi les 23 sélectionnés de Houcine Ammouta pour prendre part à la Coupe arabe de la FIFA 2021. Le 7 décembre 2021, à l'occasion du troisième match des phases de groupe, il est élu homme du match lors de la victoire face à l'Arabie saoudite (victoire, 1-0).

## Palmarès
| Wydad AC (7) : |
| --- |
| - Championnat du Maroc (5) - Champion : 2015, 2017, 2019, 2021 et 2022 - Vice-champion : 2020, 2023 - Coupe du Maroc - Finaliste : 2021 - Ligue des champions de la CAF (1) - Vainqueur : 2022 - Finaliste : 2019, 2023 - Supercoupe de la CAF (1) - Vainqueur : 2018 - Finaliste : 2022 |

### En sélection
Maroc -20 ans
- Tournoi de Toulon :
  - Finaliste : 2015.